# Hoffmann H40
Die Hoffmann H40 ist ein zweisitziges Sportflugzeug der deutschen Firma Wolf Hoffmann Flugzeugbau in Günzburg.

## Geschichte
Das von Wolf Hoffmann konstruierte Flugzeug entstand Ende der 1980er Jahre mit dem Ziel einer Musterzulassung nach der neuen europäischen Bauvorschrift JAR-VLA. Den Erstflug des Prototyps mit dem Kennzeichen D-EIOF am 28. August 1988 und die Flugerprobung führte der Mitkonstrukteur Dieter Oppel am Flugplatz Günzburg durch. Nach Bau eines zweiten Prototyps mit dem Kennzeichen D-EABY erhielt das Muster am 25. November 1992 die Zulassung durch das Luftfahrt-Bundesamt gemäß der Anforderung der FAR 23.

## Konstruktion
Der aus GFK/CFK-Verbundwerkstoffen konstruierte Tiefdecker hat eine leicht vorgepfeilte Doppeltrapez-Tragfläche mit auftriebserhöhenden, elektrisch auszufahrenen Spreizklappen. Im Cockpit mit Mittelsteg im Dach und großen Flügeltüren sind zwei Sitze nebeneinander angeordnet. Ein gedämpftes Höhenruder mit Trimmklappe und ein gedämpftes Seitenruder bilden ein T-Leitwerk. Das Bugradfahrwerk des Prototyps besteht aus dem Bugrad einer Cessna 152 und dem Hauptfahrwerk einer Piper Tomahawk. Der erste Prototyp mit der Werknummer 40-001 wird von einem Vierzylinder-Boxermotor Limbach 2400DB mit Mühlbauer-Verstellpropeller angetrieben, der zweite (40-002) erhielt einen Lycoming O-235-P2A mit Dreiblattpropeller.

## Technische Daten
| Kenngröße              | Prototyp D-EIOF                       | Prototyp D-EABY        |
| ---------------------- | ------------------------------------- | ---------------------- |
| Besatzung              | 1                                     | 1                      |
| Passagiere             | 1                                     | 1                      |
| Rumpflänge             | 7,54 m                                | 7,32 m                 |
| Rumpfhöhe              | 2,38 m                                |                        |
| Spannweite             | 10,84 m                               | 10,76 m                |
| Flügelfläche           | 13,62 m²                              | 13,62 m²               |
| Streckung              | 8,6                                   | 8,5                    |
| Flügelprofil           | FX 63-137                             |                        |
| max. Startmasse        | 800 kg                                | 850 kg                 |
| Antrieb                | ein Limbach L2400DB mit 95 PS (70 kW) | ein Lycoming O-235-P2A |
| Tankinhalt             | 2 × 50 l                              | 2 × 48 l               |
| Mindestgeschwindigkeit | 78 km/h                               |                        |
| Manövergeschwindigkeit |                                       | 174 km/h               |
| Höchstgeschwindigkeit  | 275 km/h                              | 258 km/h               |
| Reisegeschwindigkeit   | 210 km/h                              | 207 km/h               |
| Dienstgipfelhöhe       |                                       | 4000 m                 |
| Reichweite             | 1200 km                               |                        |
| Startrollstrecke       | 180 m                                 |                        |
| Landestrecke           |                                       |                        |